# Milichia fumicostata
Milichia fumicostata är en tvåvingeart som beskrevs av Deeming 1981. Milichia fumicostata ingår i släktet Milichia och familjen sprickflugor. Inga underarter finns listade i Catalogue of Life.